# Joshua Bruyns
Joshua Bruyns (ur. 1 sierpnia 2003) – południowoafrykański wspinacz sportowy specjalizujący się we wspinaczce na czas, olimpijczyk z Paryża 2024.

## Wyniki
| Impreza                     | Rok  | Gospodarz | Wynik   | Wynik      | Wynik       | Wynik  |
| Impreza                     | Rok  | Gospodarz | na czas | bouldering | prowadzenie | łączna |
| --------------------------- | ---- | --------- | ------- | ---------- | ----------- | ------ |
| Igrzyska olimpijskie        | 2024 | Paryż     | 13      | –          | –           | –      |
| Mistrzostwa świata          | 2021 | Moskwa    | 45      | 96         | 93          | 14     |
| Mistrzostwa świata          | 2023 | Berno     | 50      | –          | –           | –      |
| Mistrzostwa Afryki          | 2020 | Kapsztad  | –       | –          | –           | 9      |
| Mistrzostwa świata juniorów | 2022 | Dallas    | 17      | –          | 45          | –      |